# John Grieg (cellist)
John Grieg (Bergen, 28 mei 1840 – aldaar, 10 oktober 1901) was een Noors cellist en diplomaat.
John Alexandersen Grieg werd geboren in het gezin van koopman Alexander Grieg (1806-1875) en Gesine Judithe Hagerup (1810-1875), gehuwd op 1 augustus 1867. Hij was de oudste broer van Edvard Grieg. John Grieg zelf trouwde met Fanny Emma Caroline Marie Ehrhardt (1845-1831) uit Dresden. Uit dat huwelijk kwamen voort: 
- Signe Grieg (Bergen, 22 augustus 1868-1968), actrice en gehuwd met scenarioschrijver Ludwig Müller,
- Agnes Grieg (Bergen, 22 november 1869-)
- Ebba Grieg (Bergen, 19 december 1870-)
- Marie Grieg (Bergen, 11 februari 1872-10 juni 1941) trouwde met historicus Just Bing
- Anna Grieg (Bergen, 19 april 1873-1957), de latere vrouw van componist/dirigent Johan Halvorsen)
- Alexandra Grieg (Bergen, 3 februari 1875-25 oktober 1934); vernoemd naar de vroeg overleden dochter van Edvard (1868-1869); huwde Asbjorn Bjerke
- Haakon Grieg (Bergen, 8 oktober 1876-4 september 1949)
- Eli Grieg (1878-)
- Mathilde Grieg (1881-)
- Ole Bull Grieg (Bergen, 11 juni 1883-17 juli 1942)
- Ingo Grieg (Bergen, 10 december 1886-Chicago, 25 maart 1917)

Grieg was een begenadigd cellist, maar moest dat opgeven door een armblessure. Hij was verder consul voor het Verenigd Koninkrijk in Bergen (1870-1875), ondernemer, vertaler (o.a. voor Henrik Ibsen) en boekhouder. Daarnaast was hij muziekcriticus in Bergen.
Edvard Grieg schreef zijn Cellosonate in a mineur voor John, maar wilde voor de première toch een beroepscellist, het werd Friedrich Grützmacher.
Enkele concerten:
- 24 oktober 1882: Hij speelde de Serenade nr 3 in d mineur voor strijkorkest met obligate cello van Robert Volkmann met de voorloper van het Bergen filharmoniske orkester onder leiding van Iver Holter
- 29 maart 1883; Concert met Johanne Hoch
- 27 november 1884: Strijkkwartet in d mineur van Franz Schubert (liefdadigheidsconcert)
- 17 oktober 1885: Griegconcert; John speelde de cellosonate met zijn broer; tevens aanwezig Erika Nissen, Thorvald Lammers en Nina Hagerup in concertzaal Brødrene Hals
- 10 mei 1890: Concert met Barbara Larssen, Caroline Schøning en Agathe Backer-Grøndahl, Grieg speelde mee in het Pianotrio opus 97 van Ludwig van Beethoven
- 5 mei 1892: Concert met Camilla Wiese, opnieuw met Schøning en Backer-Grøndahl in het Pianotrio opus 66 van Felix Mendelssohn Bartholdy

- Gemeinsame Normdatei: 1261079124
- MusicBrainz: 553e7f72-858d-48da-a0b5-1f09950218cf
- Virtual International Authority File: 4069154260738924480008